# Réseau Eiffel
Le réseau Eiffel était un groupement d'écoles d'ingénieur des universités.

## Histoire

### Création
Le réseau Eiffel est créé en 1991,. 
Les écoles fondatrices, toutes habilitées à délivrer le titre d'Ingénieur, sont des écoles publiques, rattachées à l'université de leur ville d'installation. Cette caractéristique est à l'origine de nombre de valeurs communes (recherche de diversité dans le profil académique des étudiants intégrés, formation largement dispensée par des enseignants chercheurs...) qui expliquent de la volonté de rapprochement incarnée par le réseau Eiffel.

### Objectifs
Le réseau Eiffel a deux objectifs principaux :
- Unifier la procédure de recrutement des écoles membres
- Offrir aux étudiants une offre de formation plus complète, se reposant sur les synergies entre écoles membres[3],[2].

### Une procédure de recrutement unique
À partir de 1992, le réseau Eiffel met en place un système commun de recrutement.
Ce système donne accès aux différentes spécialités des écoles du réseau, via une seule procédure. Le candidat doit classer les 4 spécialités de son choix par ordre de préférence.
La procédure commune de recrutement a aussi la particularité de permettre l'intégration ayant des parcours variés :
- Premier cycle universitaire
- Institut Universitaire de Technologie (IUT)
- Classe Préparatoire aux Grandes Écoles (CPGE)

### Intégration de l'ISTG
En 1999, l'Institut des Sciences et Techniques de Grenoble rejoint le réseau Eiffel,.

### Absorption par le Réseau Polytech
En 2003, le réseau Eiffel et le réseau Polytech (alors encore nommé Polytech') s'accordent sur la mise en place d'une politique de recrutement unique à partir de 2004.
Les écoles du réseau Eiffel rejoignent alors le réseau Polytech.

## Membres
| Nom de l'école                                                      | Acronyme | Ville            | Année d'adhésion |
| ------------------------------------------------------------------- | -------- | ---------------- | ---------------- |
| Centre Universitaire des Sciences et techniques de Clermont-Ferrand | CUST     | Clermont-Ferrand | 1991             |
| École Universitaire De Lille                                        | EUDIL    | Lille            | 1991             |
| Institut des Sciences de l'Ingénieur de Montpellier                 | ISIM     | Montpellier      | 1991             |
| Institut des Sciences et Techniques de Grenoble                     | ISTG     | Grenoble         | 1999             |

## Après le réseau Eiffel
Le réseau Polytech bénéficie de l'expérience (et notamment du service inter-universitaire partagé, créé en 2002) et des écoles du réseau Eiffel pour se développer et devenir un réseau de 15 écoles.